# جيم هوبر
جيم هوبر (بالإنجليزية: Jim Hopper)‏ هو لاعب كرة قاعدة أمريكي، ولد في 1 سبتمبر 1919 في تشارلوت في الولايات المتحدة، وتوفي بنفس المكان في 23 يناير 1982.

## وصلات خارجية
- جيم هوبر على موقعبيزبول رفرنس.كوم (الدوري الرئيسي) (الإنجليزية)